# Hospet, Raichur
Hospet là một làng thuộc tehsil Raichur, huyện Raichur, bang Karnataka, Ấn Độ.